# Kalter-Haus

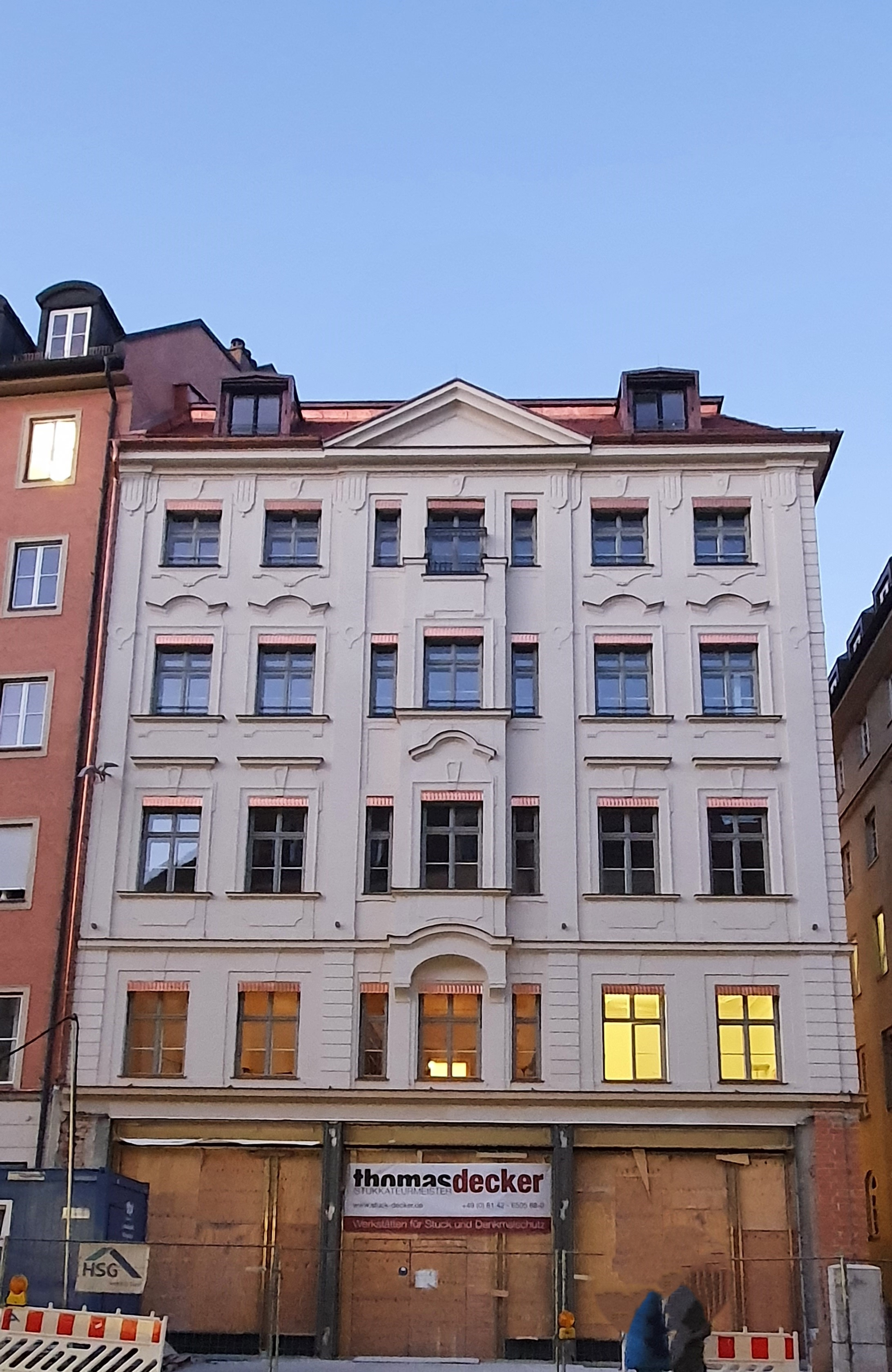
Kalter-Haus, 2022

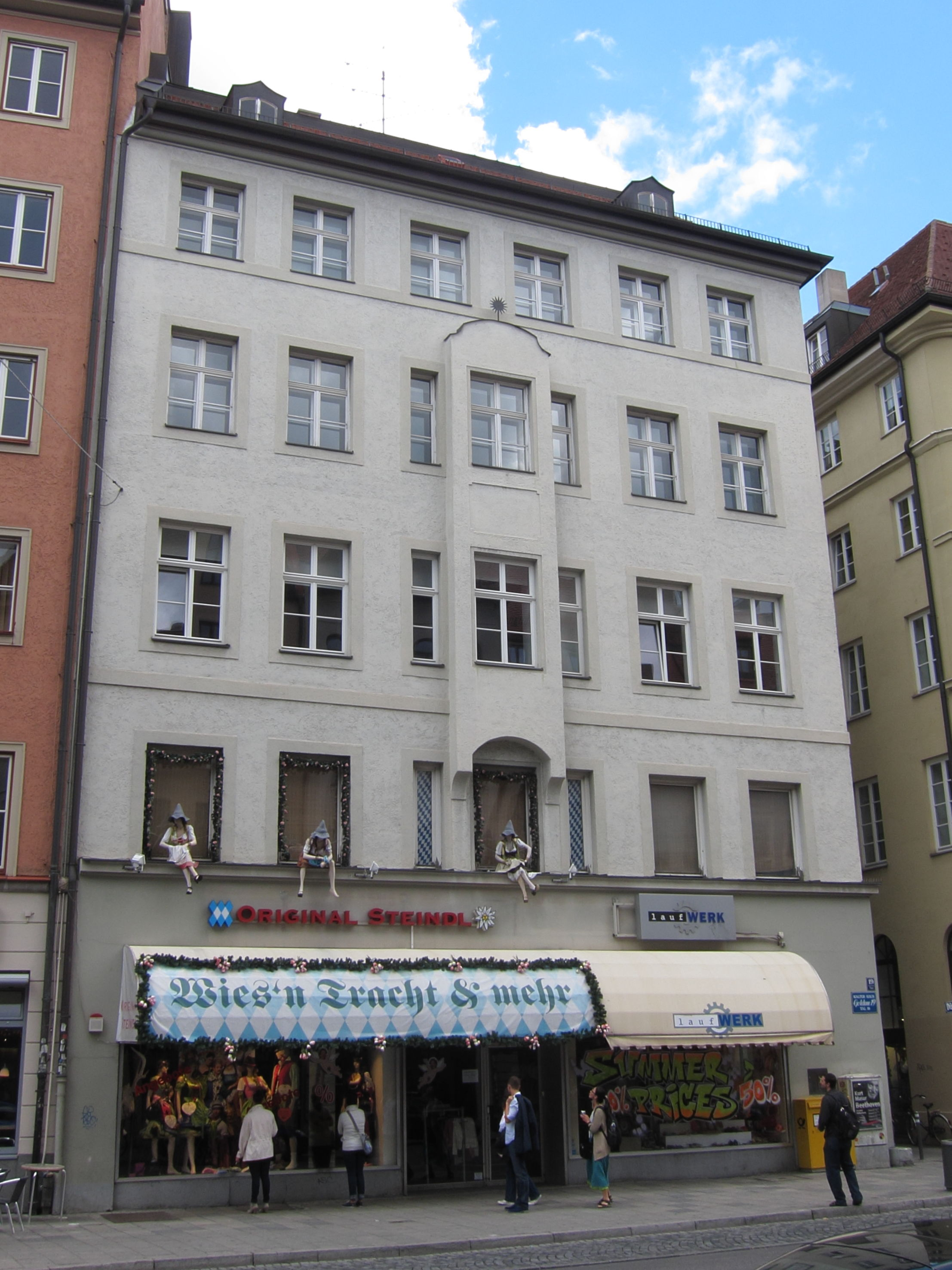
Kalter-Haus, 2012

Das Kalter-Haus ist ein Wohn- und Geschäftshaus in der Altstadt von München. Es befindet sich im Tal 19 an der Ecke zur Dürnbräugasse. Das Gebäude ist als Baudenkmal in die Bayerische Denkmalliste eingetragen.

## Geschichte
Das Gebäude wurde an der Stelle von zwei Vorgängerbauten errichtet, die auf benachbarten Grundstücken lagen. Bereits 1889 plante der Architekt Johann Baptist Grassl, der Eigentümer beider Grundstücke war, einen sich über beide Grundstücke erstreckenden Neubau. Dieser Plan wurde jedoch nicht verwirklicht. 1894 erwarb der Architekt und Bauunternehmer Ludwig Hermann das Doppelgrundstück. Unter Mitwirkung des Architekten Carl Hermann entwarf er die Pläne für ein Wohn- und Geschäftshaus, das 1894/95 errichtet wurde.
Der aus einer jüdischen Familie in Polen stammende Pinkus Kalter, der in Rzeszów ein Herrenbekleidungsgeschäft gegründet hatte, verlegte dieses Geschäft 1895 in das neu errichtete Haus im Tal 19. Der Geschäftsname Goldene 19 spielte zum einen auf die Hausnummer an und zum anderen darauf, dass dort kein Kleidungsstück mehr als 19 Reichsmark kostete. Filialen hatte das Geschäft in der Sendlinger Straße. Die ursprünglich drei im Tal gelegenen Ladengeschäfte des Erdgeschosses wurden 1899 für Kalter zu einem zusammengefasst. 1901 überschrieb Pinkus Kalter das Geschäft seinem Sohn Jakob, der bereits 1925 im Alter von 45 Jahren starb. Dessen Witwe Eda führte das Geschäft fort und ließ 1935 den ursprünglich reichen neobarocken Stuck der Fassade zum Tal, der nicht mehr dem Zeitgeschmack entsprach, stark vereinfachen.
Während der Zeit des Nationalsozialismus emigrierten einige Mitglieder der Familie Kalter aus Deutschland. Eda Kalter betrieb das Geschäft weiter bis zu der Pogromnacht 1938, in der die Fensterscheiben des Ladens eingeschlagen wurden. Die Familie Kalter wurde wegen ihres jüdischen Ursprungs enteignet und Eda floh nach Amsterdam, wo sie bis Juli 1942 im Untergrund lebte. Von einem Nachbarn denunziert, wurde sie in das KZ Auschwitz deportiert und dort ermordet.
Das Haus ging in den Besitz der Firma Gustav Lenkeit & Co über. 1949 wurde es an Max und Ludwig Kalter, die Söhne von Jakob und Eda Kalter, zurückerstattet. Ludwig Kalter, der in der Suchthilfe tätig war und zahlreiche Kliniken gründete, richtete im Haus einen Telefonnotruf für Suchtgefährdete ein, der noch heute besteht.

## Bauwerk

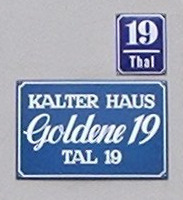
Aufschrift „Goldene 19“

Das Gebäude besteht aus zwei Bauteilen, dem Eckhaus an der Ecke Tal/Dürnbräugasse und einem sich nördlich entlang der Dürnbräugasse anschließenden Flügel. Das Eckhaus ist fünfgeschossig und erstreckt sich in L-Form über einer Grundfläche von etwa 15 × 17 m. Das Erdgeschoss ist durch ein horizontales Gesims deutlich von den anderen Geschossen abgegrenzt. Die Hauptfassade am Tal ist sechsachsig, die zwei Mittelachsen sind im zweiten und dritten Obergeschoss durch einen flachen Kastenerker ersetzt. Der Nordflügel ist dreigeschossig und dem Verlauf der Dürnbräugasse entsprechend leicht abgewinkelt. In der Mitte des Erdgeschosses im Tal liegen die Eingänge von zwei Ladengeschäften, der Zugang zu den Wohnungen in den Obergeschossen liegt in der Dürnbräugasse.
Bei Sanierungsmaßnahmen im Jahr 2021 wurde die ursprüngliche Fassadendekoration aus der Zeit vor 1935 größtenteils denkmalgerecht wiederhergestellt.
Ein Schild an der Hauswand mit der Aufschrift „Kalter Haus – Goldene 19 – Tal 19“ erinnert an das frühere Kleidergeschäft.